# Giuseppe Camino
Pour les articles homonymes, voir Camino (homonymie).

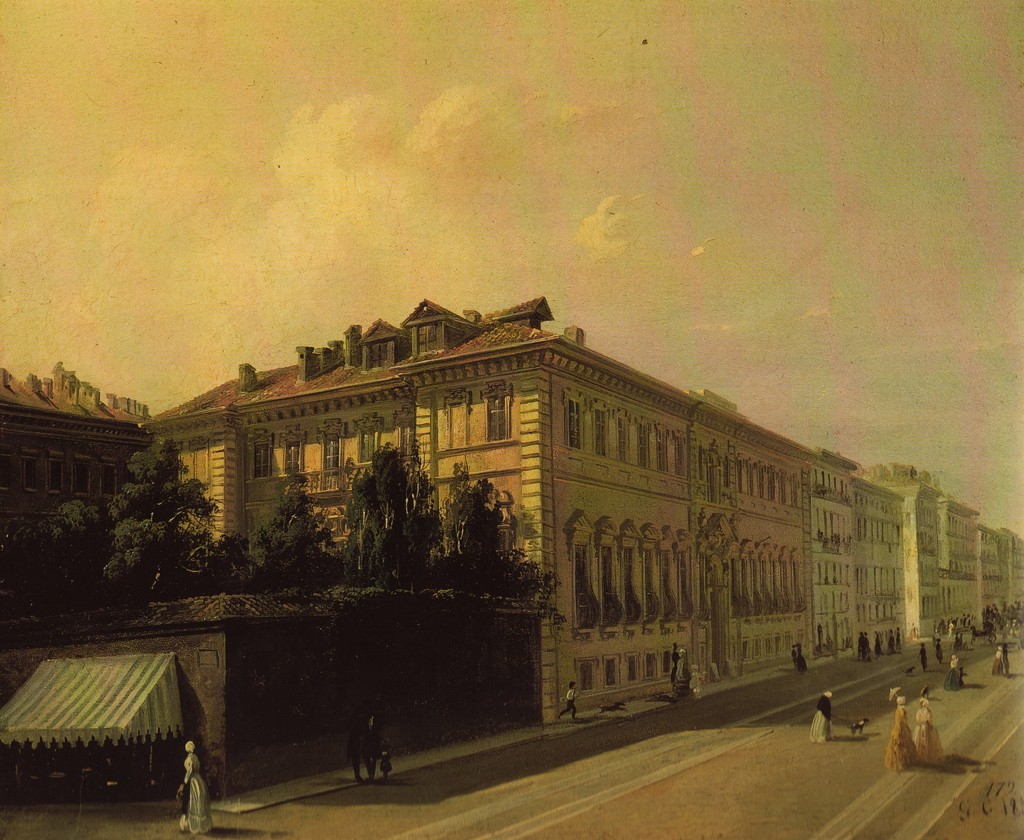
Il Palazzo d'Azeglio.

Giuseppe Camino, né le 28 octobre 1818 à Turin, et mort le 26 février 1890 à Caluso, est un peintre paysagiste italien.

## Biographie
Giuseppe Camino est né le 28 octobre 1818 à Turin. 
Il étudie auprès de Giuseppe Bogliani et d'Angelo Beccaria (en). 
Professeur d'école primaire, il est inspiré par la grandeur des montagnes de son enfance, reproduisant dans ses peintures de nombreux endroits parmi les plus pittoresques des Alpes. 
Il peint des paysages de la campagne romaine (vers 1845), des vues de Paris et de Londres (1851), et de nombreux paysages alpins de son Piémont natal. Plusieurs de ses œuvres sont exposées au château ducal d'Agliè.
Il meurt le 26 février 1890 à Caluso.